# Kwiatków (Ostrów Wielkopolski)
Kwiatków is een dorp in de Poolse woiwodschap Groot-Polen. De plaats maakt deel uit van de gemeente Ostrów Wielkopolski en telt 500 inwoners.